# Тумалыколь
Тумалыколь (каз. Тұмалыкөл) — село в Шалкарском районе Актюбинской области Казахстана. Входит в состав Шетиргизского сельского округа. Код КАТО — 156451200.

## Население
В 1999 году население села составляло 344 человека (180 мужчин и 164 женщины). По данным переписи 2009 года, в селе проживали 292 человека (146 мужчин и 146 женщин).